# تپه باتمان قلیچ
تپه باتمان قلیچ مربوط به دوران‌های تاریخی پس از اسلام است و در استان قزوین، شهرستان بوئین‌زهرا، بخش دشتابی روستای کچله گرد واقع شده و این اثر در تاریخ ۱۰ مهر ۱۳۸۰ با شمارهٔ ثبت ۳۹۲۰ به‌عنوان یکی از آثار ملی ایران به ثبت رسیده است.